# قطر في الألعاب الأولمبية الصيفية 2020
شاركت قطر في الألعاب الأولمبية الصيفية 2020 في طوكيو والتي تأجلت من عام 2020 إلى الفترة بين 23 يوليو و8 أغسطس 2021 نتيجة لجائحة فيروس كورونا.

## الميداليات
| الميدالية | الاسم        | الرياضة       | الحدث                    | التاريخ  |
| --------- | ------------ | ------------- | ------------------------ | -------- |
| ذهبية     | فارس إبراهيم | Weightlifting | Men's 96 kg [الإنجليزية] | 31 يوليو |

| الرياضة       | الأول | الثاني | الثالث | المجموع |
| Weightlifting | 1     | 0      | 0      | 1       |
| المجموع       | 1     | 0      | 0      | 1       |

| الميداليات حسب التاريخ | الميداليات حسب التاريخ | الميداليات حسب التاريخ | الميداليات حسب التاريخ | الميداليات حسب التاريخ | الميداليات حسب التاريخ |
| ---------------------- | ---------------------- | ---------------------- | ---------------------- | ---------------------- | ---------------------- |
| التاريخ                | الأول                  | الثاني                 | الثالث                 | المجموع                |                        |
| 31 يوليو               | 1                      | 0                      | 0                      | 1'"                    |                        |
| المجموع                | 1                      | 0                      | 0                      | 1                      |                        |

## الرياضيّون
| الرياضة                                       | الرجال | السيدات | المجموع |
| --------------------------------------------- | ------ | ------- | ------- |
| ألعاب القوى في الألعاب الأولمبية الصيفية 2020 | 7      | 1       | 8       |
| Judo                                          | 1      | 0       | 1       |
| Rowing                                        | 0      | 1       | 1       |
| Shooting                                      | 1      | 0       | 1       |
| Swimming [الإنجليزية]                         | 1      | 1       | 2       |
| Volleyball                                    | 2      | 0       | 2       |
| Weightlifting                                 | 1      | 0       | 1       |
| المجموع                                       | 13     | 3       | 16      |

## السباحة
| الرياضيّ              | الحدث                           | التصفيات | التصفيات | نصف النهائي | نصف النهائي | النهائي  | النهائي  |
| الرياضيّ              | الحدث                           | الوقت    | الترتيب  | الوقت       | الترتيب     | الوقت    | الترتيب  |
| -------------------- | ------------------------------- | -------- | -------- | ----------- | ----------- | -------- | -------- |
| Abdulaziz Al-Obaidly | 200 متر صدر – رجال [الإنجليزية] | 2:23.22  | 39       | لم يتأهل    | لم يتأهل    | لم يتأهل | لم يتأهل |
| Nada Arakji          | 50 متر حرة – سيدات [الإنجليزية] | ل. ت.    | ل. ت.    | لم يتأهل    | لم يتأهل    | لم يتأهل | لم يتأهل |